# Sullivan (Wisconsin)
Sullivan és una població dels Estats Units a l'estat de Wisconsin. Segons el cens del 2000 tenia 688 habitants.

## Demografia
Segons el cens del 2000, Sullivan tenia 688 habitants, 298 habitatges, i 185 famílies. La densitat de població era de 237,2 habitants per km².
Dels 298 habitatges en un 30,2% hi vivien nens de menys de 18 anys, en un 49,3% hi vivien parelles casades, en un 6,7% dones solteres, i en un 37,9% no eren unitats familiars. En el 30,5% dels habitatges hi vivien persones soles el 9,7% de les quals corresponia a persones de 65 anys o més que vivien soles. El nombre mitjà de persones vivint en cada habitatge era de 2,31 i el nombre mitjà de persones que vivien en cada família era de 2,92.
Per edats la població es repartia de la següent manera: un 22,2% tenia menys de 18 anys, un 9,9% entre 18 i 24, un 39,2% entre 25 i 44, un 18,3% de 45 a 60 i un 10,3% 65 anys o més.
L'edat mediana era de 34 anys. Per cada 100 dones de 18 o més anys hi havia 109 homes.
La renda mediana per habitatge era de 43.229 $ i la renda mediana per família de 50.833 $. Els homes tenien una renda mediana de 36.875 $ mentre que les dones 27.404 $. La renda per capita de la població era de 24.621 $. Aproximadament l'1% de les famílies i l'1,8% de la població estaven per davall del llindar de pobresa.

## Poblacions més properes
El següent diagrama mostra les poblacions més properes.